# Chạy việt dã

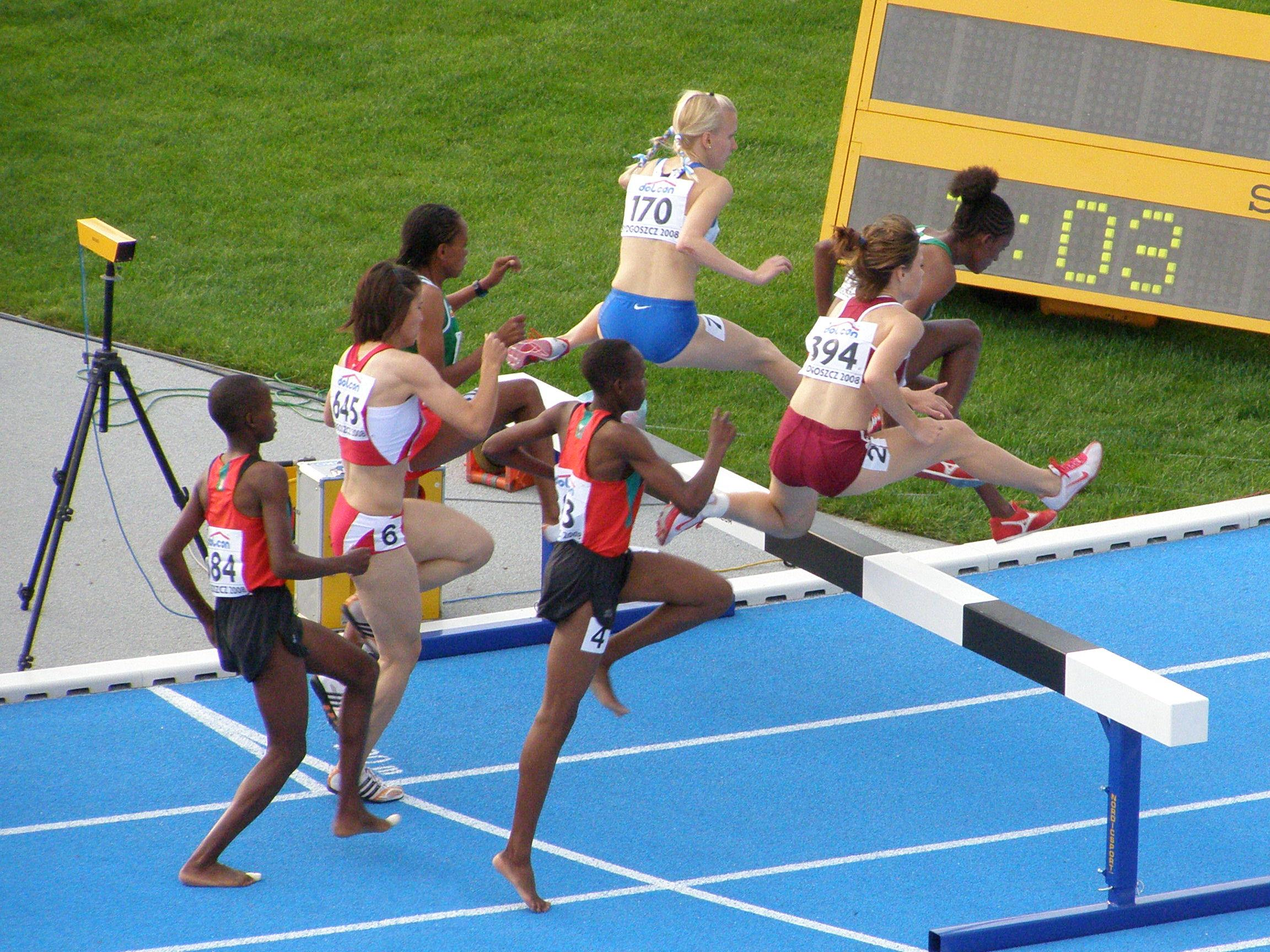
Thi chung kết chạy việt dã 3000m và vượt rào tại Giải vô địch trẻ IAAF thế giới môn điền kinh (IAAF World Junior Championships in Athletics) do Liên đoàn điền kinh quốc tế tổ chức năm 2008 tại Ba Lan.

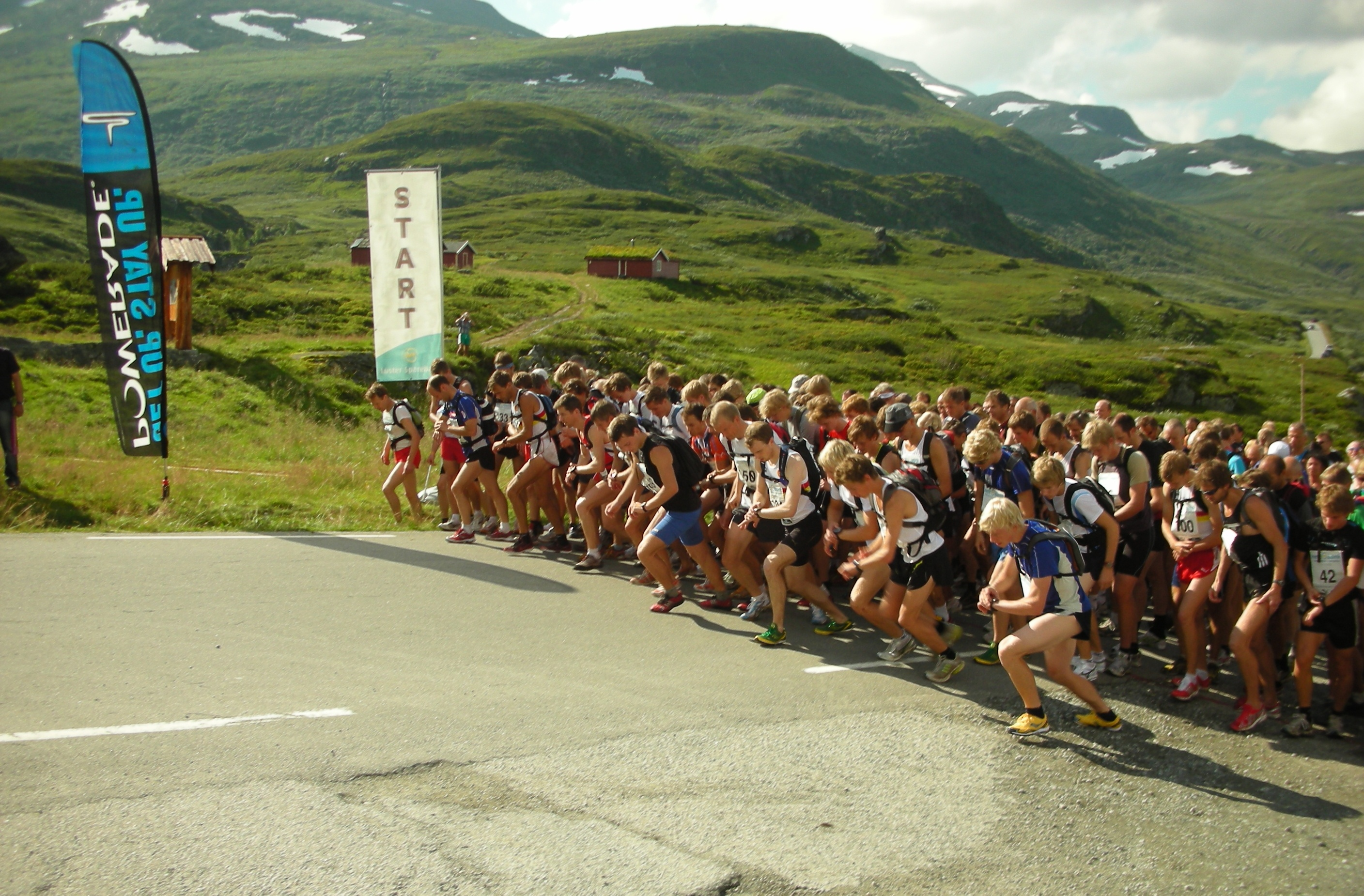
Khởi đầu chạy vượt núi tại Na Uy

Chạy việt dã  (tiếng Anh: Fell running, Mountain running) hay là Việt dã (chữ Hán: 越野, việt nghĩa là "chạy", dã trong cánh đồng nghĩa là những môi trường ngoài tự nhiên như "núi", đồi, "rừng" hay "suối") là môn đi bộ, chạy bộ và chạy vượt chướng ngại vật tự nhiên được tiến hành luyện tập và thi đấu trong môi trường thiên nhiên (ngoài thành phố, đồi, rừng, rú). Đây được coi là biện pháp rất hiệu quả nhằm nâng cao sức khoẻ, thể lực của người tập, làm tăng sức bền bỉ, dẻo dai và nhanh nhẹn hơn và là môn thể thao rèn luyện thân thể. Những bộ môn tương tự có thể là chạy băng đồng, chạy đường mòn (Trail running),...

## Đặc điểm
Chạy việt dã không có trong nội dung thi đấu điền kinh, mà được tổ chức độc lập. Cự li thi đấu 5 km đến 15 km (tuỳ từng đối tượng). Ngoài ra một số cuộc chạy việt dã được tổ chức theo những mục đích nhất định (thường là với mục đích cộng đồng như giáo dục, vận động, quyên góp từ thiện...) với những hình thức nhất định  Ở Việt Nam trước đây, phong trào chạy việt dã chưa phát triển mạnh, nhưng từ 1959, hằng năm đã tổ chức giải việt dã toàn quốc. Ở nhiều tỉnh, thành phố có giải việt dã riêng của địa phương.

## Nghĩa rộng
Thuật ngữ này ngoài việc chỉ môn thể thao còn có hàm ý chỉ những cuộc đua căng thẳng (thường là kéo dài) trong các lĩnh vực khác như học tập, thi cử, kinh doanh...